# Bernard Maiseau
Bernard Maiseau, né le 10 août 1928 à Lorient et mort le 1er avril 2010 à Pontivy, est un footballeur français des années 1950. Durant sa carrière professionnelle, il évolue au poste d'attaquant au Stade rennais.

## Biographie
Né le 10 août 1928 à Lorient, Bernard Maiseau joue à la GSI Pontivy lorsqu'il est recruté par le Stade rennais, à l'âge de 22 ans, en 1950. Il y reste durant huit saisons, et y dispute l'intégralité de sa carrière de footballeur professionnel. En 1950-1951, il est d'abord dans l'ombre d'un duo d'attaque formé par Jean Combot et Jean Grumellon, avant qu'une grave blessure du premier ne lui permette de devenir l'avant-centre titulaire de l'équipe rennaise, et marque huit buts durant la saison, toutes compétitions confondues. Après n'avoir que peu joué durant la saison 1951-1952, il redevient titulaire l'année suivante, profitant du départ de Grumellon à l'OGC Nice. Mais le Stade rennais est relégué en Division 2 en 1953, et Bernard Maiseau perd alors son statut de titulaire. À ce niveau, de 1953 à 1956, il ne dispute ainsi que dix-huit rencontres de championnat, marquant deux buts, et ne prend donc qu'une part modérée dans le titre de champion de France de Division 2 obtenu par le Stade rennais en 1956.
Après avoir fait son service militaire en 1956-1957, Bernard Maiseau retourne au Stade rennais pour la saison suivante, alors que le club breton a de nouveau été relégué en D2. Pour sa dernière saison professionnelle, il dispute cinq rencontres de championnat et de Coupe de France, marquant un but, face au Racing universitaire d'Alger. En 1958, l'attaquant retourne dans le Morbihan, pour jouer au Stade pontivyen. Il meurt à Pontivy le 1er avril 2010.

## Palmarès
Avec le Stade rennais, Bernard Maiseau est sacré champion de France de deuxième division en 1956. Il dispute sept rencontres de championnat et marque un but durant cet exercice.

## Statistiques
| Saison                | Club                  | Championnat           | Championnat | Championnat | Coupe(s) nationale(s) | Coupe(s) nationale(s) | Coupe Drago | Coupe Drago | Total | Total |
| Saison                | Club                  | Division              | M.          | B.          | M.                    | B.                    | M.          | B.          | M.    | B.    |
| 1950-1951             | Stade rennais UC      | Division 1            | 15          | 7           | 2                     | 1                     | -           | -           | 17    | 8     |
| 1951-1952             | Stade rennais UC      | Division 1            | 2           | 0           | 1                     | 1                     | -           | -           | 3     | 1     |
| 1952-1953             | Stade rennais UC      | Division 1            | 25          | 5           | 0                     | 0                     | 1           | 0           | 26    | 5     |
| 1953-1954             | Stade rennais UC      | Division 2            | 6           | 0           | 0                     | 0                     | 0           | 0           | 6     | 0     |
| 1954-1955             | Stade rennais UC      | Division 2            | 5           | 1           | 0                     | 0                     | 1           | 0           | 6     | 1     |
| 1955-1956             | Stade rennais UC      | Division 2            | 7           | 1           | 2                     | 0                     | 1           | 0           | 10    | 1     |
| 1956-1957             | Stade rennais UC      | Division 1            | 0           | 0           | 0                     | 0                     | 0           | 0           | 0     | 0     |
| 1957-1958             | Stade rennais UC      | Division 2            | 3           | 0           | 2                     | 1                     | 0           | 0           | 5     | 1     |
| Total sur la carrière | Total sur la carrière | Total sur la carrière | 63          | 14          | 7                     | 3                     | 3           | 0           | 73    | 17    |